# Claudio Lezcano
Claudio Lezcano López (? – 1999. augusztus 29.) paraguayi labdarúgócsatár.
A paraguayi válogatott tagjaként részt vett az 1958-as labdarúgó-világbajnokságon.